# Evangelho de Bartolomeu
O Evangelho de Bartolomeu é uma obra perdida entre os apócrifos do Novo Testamento, mencionado em diversas fontes nos primeiros anos do cristianismo. É possível que ele seja o mesmo texto chamado de Questões de Bartolomeu ou a Ressurreição de Cristo ou mesmo um terceiro distinto de ambos.

## Citações
No prólogo de seu "Comentário sobre Mateus", Jerônimo menciona um "Evangelho de Bartolomeu" entre outros Evangelhos. O autor do Decreto Gelasiano inclui "os Evangelhos em nome de Bartolomeu" numa lista de escrituras condenadas ou inaceitáveis. O monge  Epifânio diz que a Mãe de Deus fez testamento, como afirmou o apóstolo São Bartolomeu. Esse apócrifo também é citado por Pseudo-Dionísio.

## Questões de Bartolomeu
O texto que chegou até nós sobreviveu em manuscritos em grego, latim e antigo eslavônico eclesiástico, embora nenhuma delas seja idêntica na escolha das palavras. O estilo é similar ao Apocalipse, embora a intenção seja impressionar e não assustar. Ele está composta como um diálogo entre Jesus e os doze Apóstolos (que variam significativamente dependendo de quando o manuscrito foi composto), sempre instigado por uma série de perguntas corajosas e impressionantes de Bartolomeu.
O texto parece ter sido muito popular, a julgar pela quantidade de cópias sobreviventes, talvez pelas descrições pródigas e carnais do sobrenatural.
O texto se baseia fortemente no misticismo judaico (como o Livro de Enoque), procurando encontrar uma explicação para os aspectos sobrenaturais do pensamento cristão. Porém, ao invés de um tratamento mais clínico que seria esperado de um tratado desta natureza, ele se aproxima destes tópicos à maneira de um tablóide, se aproximando de uma obra popular ao invés de um ensinamento oficial da igreja.

### A história
Inicialmente, o texto descreve como Jesus desceu até o inferno em palavras dele mesmo, logo pulando para uma discussão sobre a imaculada conceição, quando Maria chega entre os apóstolos. Em seguida, eles pedem para ver o inferno e os anjos enrolam a terra para permitir, retornando-a assim que eles puderam ter um lampejo do inferno.
Finalmente, Bartolomeu pede para ver Satã e seis mil anjos trazem Belial (Satanás) acorrentado das profundezas do inferno, o que faz os apóstolos caírem como se estivessem mortos. Mas Jesus imediatamente os põem de pés e enchendo-os de ânimo dá a Bartolomeu o controle sobre Satã. O apóstolo pergunta a Satã como ele se afastou de Deus e como faz para enganar os homens. Logo é revelado que até nos sonhos o inimigo dos homens pode lançar setas para estes pequem \enquanto dormem, também fala da hierarquia dos anjos.

## Ressurreição de Jesus Cristo
O texto é conhecido por três manuscritos parciais e alguns fragmentos adicionais, todos em copta. O texto contém visões de Bartolomeu e Atos de Tomé, mas trata predominantemente sobre a Paixão e a Eucaristia. Não há sinais de influência gnóstica na obra que, ao invés disso, procura preencher alguns detalhes sobrenaturais da Paixão, além de enfatizar o valor e o significado da liturgia eclesiástica.

### A história
O texto começa logo após a ressurreição de Jesus Cristo, onde Bartolomeu ao encontrar com Nosso Senhor e Salvador, pede que lhe seja revelado os mistérios acerca do céu e do inferno. Ele também fala para Jesus que durante o caminho da crucificação segui Jesus e teve visões de anjos que desciam para adora-lo.
Em seguida, a obra descreve Jesus descendo ao inferno e, encontrando Judas lá, pregando pra ele. Jesus então resgata todos que lá estão, exceto Judas, Caim e Herodes. Segue um flashback, contado por um jardineiro, sobre a noite quando anjos, carruagens de fogo e Deus desceram à Terra e ressuscitaram Jesus.
Bartolomeu está presente na cena e lhe é mostrado o mais alto nível celeste para que ele pudesse ver a liturgia que ali ocorria para celebrar a ressurreição. Bartolomeu então tem um flashback sobre uma visitação divina no Monte das Oliveiras.
Enquanto isso, Tomé está ocupado ressuscitando Siophanes (possivelmente um erro de transcrição e cujo significado pretendido era Theophanes), seu filho. Ao retornar à vida, Siophanes descreve a vida após a morte e Tomé segue então batizando toda a multidão ali reunida, que contava 12.000 pessoas.
Finalmente, com o objetivo de assistir à Ascensão de Jesus, Tomé é transportado numa nuvem. Neste ponto, ele se surpreende ao ver Jesus ressuscitado (apesar de ter trazido seu filho de volta à vida) e celebra com ele e os demais apóstolos a Eucaristia. Então eles se dispersam para evangelizar.